# Gouvernement Orsi
République d'Uruguay
Lacalle Pou 
Le gouvernement Orsi est le gouvernement de l'Uruguay depuis le 1er mars 2025, dont le président est Yamandú Orsi.

## Contexte

### Candidature du Front large et élection
Lors de la défaite du Front large en 2019, Yamandú Orsi, Intendant (dirigeant départemental) en fonction de Canelones, commence à être considéré comme présidentiable pour l'élection de 2024. Le 19 mars 2023, le Mouvement de participation populaire a officiellement annoncé son soutien à Orsi comme candidat pour les élections internes de 2024. 
Le 10 décembre de la même année, il est officiellement proclamé pré-candidat par le Congrès du Front large.  Le 20 février 2024, il présente formellement sa démission devant le Conseil départemental de Canelones pour se consacrer à la campagne présidentielle, qui commence le 1er mars 2024.
Lors des élections internes du Front large du 30 juin, Yamandú Orsi a battu Carolina Cosse et Andrés Lima. Il est nommé candidat officiel du Front large pour les élections générales d'octobre. Lors de sa nomination, il confirme Carolina Cosse, maire de Montevideo et concurrente interne, comme colistière pour sa campagne présidentielle.
Lors du premier tour des élections législatives, le duo présidentiel Orsi-Cosse obtient 43,86% des voix, une majorité au Sénat et une majorité relative à la Chambre des représentants. Le 17 novembre, il participe à un débat présidentiel aux côtés du candidat du Parti national et coalition républicaine , Álvaro Delgado Ceretta.
La formule Orsi-Cosse s'est imposée au second tour organisé le 24 novembre, obtenant 52,08% des voix contre 47,92% pour la formule Delgado - Ripoll du Parti national. Après l'annonce des résultats, Orsi a été félicité par différents dirigeants, parmi lesquels les présidents du Chili (Gabriel Boric), du Brésil (Luiz Inácio Lula da Silva), du Mexique (Claudia Sheinbaum), de l'Espagne (Pedro Sánchez), du Guatemala (Bernardo Arévalo) et du Venezuela (Nicolás Maduro).

## Composition
| Image                                    | Fonction                                               | Fonction  | Nom                 | Nom                    | Nom                 | Parti                   | Parti              | Parti              | Parti |
| ---------------------------------------- | ------------------------------------------------------ | --------- | ------------------- | ---------------------- | ------------------- | ----------------------- | ------------------ | ------------------ | ----- |
|                                          | Président                                              |           | Yamandú Orsi        | Yamandú Orsi           | Yamandú Orsi        | MPP                     | MPP                | MPP                |       |
|                                          | Vice-présidente                                        |           | Carolina Cosse      | Carolina Cosse         | Carolina Cosse      | La Amplia               | La Amplia          | La Amplia          |       |
| Ministres                                | Ministres                                              | Ministres | Ministres           | Ministres              | Secrétaires d'État  | Secrétaires d'État      | Secrétaires d'État | Secrétaires d'État |       |
| Poste                                    | Titulaire                                              | Titulaire | Titulaire           | Parti                  | Affectation         | Nom                     | Nom                | Parti              |       |
|                                          | Ministre des Relations extérieures                     |           | Mario Lubetkin      | Seregnistas            |                     |                         |                    |                    |       |
| Relations extérieures                    | Ministre des Relations extérieures                     |           | Mario Lubetkin      | Seregnistas            | Valeria Csukasi     | Indép.                  |                    |                    |       |
|                                          | Ministre de la Défense                                 |           | Sandra Lazo         | MPP                    |                     |                         |                    |                    |       |
| Défense                                  | Ministre de la Défense                                 |           | Sandra Lazo         | MPP                    | Joel Rodríguez      | Indép.                  |                    |                    |       |
|                                          | Ministre de l'Environnement                            |           | Edgardo Ortuño      | VA                     |                     |                         |                    |                    |       |
| Environnement                            | Ministre de l'Environnement                            |           | Edgardo Ortuño      | VA                     | Leonardo Herou      | MPP                     |                    |                    |       |
|                                          | Ministre de l'Économie et des Finances                 |           | Gabriel Oddone      | FA, proche Seregnistas |                     |                         |                    |                    |       |
| Économie et des Finances                 | Ministre de l'Économie et des Finances                 |           | Gabriel Oddone      | FA, proche Seregnistas | Martín Vallcorba    | Seregnistas             |                    |                    |       |
|                                          | Ministre de l'Intérieur                                |           | Carlos Negro        | Indép.                 |                     |                         |                    |                    |       |
| Intérieur                                | Ministre de l'Intérieur                                |           | Carlos Negro        | Indép.                 | Gabriela Valverde   | VA                      |                    |                    |       |
|                                          | Ministre du Travail et de la Sécurité sociale          |           | Juan Castillo       | PCU                    |                     |                         |                    |                    |       |
| Travail et Sécurité sociale              | Ministre du Travail et de la Sécurité sociale          |           | Juan Castillo       | PCU                    | Hugo Barreto        | PDC (Seregnistas)       |                    |                    |       |
|                                          | Ministre de la Santé publique                          |           | Cristina Lustemberg | El Abrazo              |                     |                         |                    |                    |       |
| Santé publique                           | Ministre de la Santé publique                          |           | Cristina Lustemberg | El Abrazo              | Leonel Briozzo      | MPP                     |                    |                    |       |
|                                          | Ministre de l'Éducation et de la Culture               |           | José Carlos Mahía   | AU (Seregnistas)       |                     |                         |                    |                    |       |
| Éducation et Culture                     | Ministre de l'Éducation et de la Culture               |           | José Carlos Mahía   | AU (Seregnistas)       | Gabriela Verde      | PCU                     |                    |                    |       |
|                                          | Ministre de l'Industrie, de l'Énergie et des Mines     |           | Fernanda Cardona    | MPP                    |                     |                         |                    |                    |       |
| Industrie, l'Énergie et Mines            | Ministre de l'Industrie, de l'Énergie et des Mines     |           | Fernanda Cardona    | MPP                    | Eugenia Villar      | La Amplia               |                    |                    |       |
|                                          | Ministre de l'Élevage, de l'Agriculture et de la Pêche |           | Alfredo Fratti      | MPP                    |                     |                         |                    |                    |       |
| Élevage, de l'Agriculture et de la Pêche | Ministre de l'Élevage, de l'Agriculture et de la Pêche |           | Alfredo Fratti      | MPP                    | Matías Carámbula    | PCU                     |                    |                    |       |
|                                          | Ministre du Développement social                       |           | Gonzalo Civila      | PS                     |                     |                         |                    |                    |       |
| Développement social                     | Ministre du Développement social                       |           | Gonzalo Civila      | PS                     | Federico Graña      | PCU                     |                    |                    |       |
|                                          | Ministre du Tourisme                                   |           | Pablo Menoni        | La Amplia              |                     |                         |                    |                    |       |
| Tourisme                                 | Ministre du Tourisme                                   |           | Pablo Menoni        | La Amplia              | Ana Claudia Caram   | AU (Seregnistas)        |                    |                    |       |
|                                          | Ministre des Transports et des Travaux publics         |           | Lucía Etcheverry    | MPP                    |                     |                         |                    |                    |       |
| Transports et Travaux publics            | Ministre des Transports et des Travaux publics         |           | Lucía Etcheverry    | MPP                    | Claudia Peris       | MPP                     |                    |                    |       |
|                                          | Ministre du Logement et de l'Aménagement du territoire |           | Cecilia Cairo       | MPP                    |                     |                         |                    |                    |       |
| Logement et Aménagement du territoire    | Ministre du Logement et de l'Aménagement du territoire |           | Cecilia Cairo       | MPP                    | Christian Di Candia | Magnolia (Progresistas) |                    |                    |       |
| Secrétariats liés à la Présidence        |                                                        |           |                     |                        |                     |                         |                    |                    |       |
|                                          | Secrétaire général de la Présidence                    |           | Alejandro Sánchez   | MPP                    |                     |                         |                    |                    |       |
| Présidence                               | Secrétaire général de la Présidence                    |           | Alejandro Sánchez   | MPP                    | Jorge Díaz          | Indép.                  |                    |                    |       |
|                                          | Office de la Planification et du Budget                |           | Rodrigo Arim        | Indép.                 |                     |                         |                    |                    |       |
| Planification et du Budget               | Office de la Planification et du Budget                |           | Rodrigo Arim        | Indép.                 | Jorge Polgar        | Seregnistas             |                    |                    |       |